# Oshin Sahakian
Oshin Sahakian (21 de março de 1986) é um basquetebolista profissional iraniano.

## Carreira
Oshin Sahakian integrou a Seleção Iraniana de Basquetebol, em Pequim 2008, que terminou na décima-primeira colocação.

## Títulos
Seleção Iraniana
- FIBA Campeonato Asiático: 2007, 2009 e 2013